# 卡梅尼察市镇
卡梅尼察市镇（羅馬化：Opština Kosovska Kamenica），是科索沃格尼拉內區的一个市镇，行政中心为卡梅尼察。市镇面积为423平方公里，人口数量为36,719人（2011年）。